# Стела «Город воинской славы» (Ломоносов)
Па́мятник-сте́ла «Го́род во́инской сла́вы» был открыт 8 мая 2015 года в сквере 300-летия Ораниенбаума между Дворцовым проспектом и Александровской улицей города города Ломоносова. Стела установлена в память о присвоении Ломоносову почётного звания «Город воинской славы».

## История
История города, основанного в 1710 году А. Д. Меншиковым на землях, отвоёванных Петром I у Швеции в ходе Северной войны, тесно связана с обороной страны. В его окрестностях 23-24 мая 1790 года проходило знаменитое Красногорское сражение, в результате которого шведский флот не смог пройти к столице и оказался блокированным в Выборгском заливе. В 1800 году по указу Павла I в Ораниенбауме был расквартирован лейб-гвардии Гарнизонный батальон, и с этого времени в городе постоянно располагались воинские части. Во время Отечественной войны 1812 года в сражениях отличился Копорский полк, набранный из жителей Ораниенбаума и окрестных деревень. Прославился на полях сражений и Самарский 147-й пехотный полк, дислоцировавшийся в городе с 1881 года. Важную роль играли военные госпитали, а также военно-учебные заведения, в которых работали конструкторы-оружейники Владимир Фёдоров, Василий Дегтярёв, Фёдор Токарев. Здесь на стрелковом полигоне в 1891 году успешно выдержала испытания новая российская оригинальная винтовка конструктора С. И. Мосина. 
В годы Великой Отечественной войной город в двойном кольце блокады стал центром Ораниенбаумского плацдарма, героическая оборона которого продолжалась на протяжении 29 месяцев. 27 защитников города получили звание Героя Советского Союза. С этого рубежа советские войска перешли в контрнаступление в январе 1944 года, и в ходе операции «Январский гром» войска Ленинградского фронта уничтожили Петергофско-Стрельнинскую группировку противника, полностью освободив город Ленинград от блокады. 
Указом Президиума Верховного Совета СССР от 30 января 1981 года № 3846-Х «за мужество и героизм, проявленные в годы Великой Отечественной войны защитниками Ораниенбаумского плацдарма», город Ломоносов был награждён орденом Отечественной войны I степени. 
В 2006 году, после введения почётного звания «Город воинской славы», городские общественные организации выступили с инициативой о присвоении Ломоносову этого высокого звания. Положительное решение по ходатайству, поддержанному депутатами муниципального совета, было принято лишь с третьего обращения, в год 300-летия Ораниенбаума: почётное звание «Город воинской славы» было присвоено Ломоносову Указом президента Российской Федерации от 3 ноября 2011 года № 1457. 23 февраля 2012 года в Екатерининском зале Московского Кремля состоялась церемония вручения грамот о присвоении звания городам, в числе которых был Ломоносов. Грамоту из рук президента получили глава Ломоносова, заслуженный учитель России Светлана Зряхова, ветеран Великой Отечественной войны Анна Дмитриевна Коц, учащийся гимназии № 426, председатель ученического поискового отряда «Живая память» Кирилл Васин.
Решением муниципального Совета от 28 февраля 2013 года № 442 учреждён памятный знак «Ломоносов – Город воинской славы». 24 февраля 2015 года поступила в обращение почтовая марка, а 2 ноября 2015 года в обращение была выпущена памятная монета «Город воинской славы Ломоносов» номиналом 10 рублей. Ещё одним символом стал Меч Победы, вручённый Ломоносову, как и другим городам воинской славы, 9 июня 2022 года в зале Славы Музея Победы в парке Победы на Поклонной горе в Москве. Изготовленный в Златоусте меч покрыт золотом высшей 999,9 пробы и инкрустирован уральскими самоцветами — гранатами, символизирующими пролитую кровь, и голубыми топазами, которые считаются символом мира. Длина мечей составляет 1,2 метра, вес — более пяти килограммов. На клинке, украшенном растительным орнаментом, высечены знаменитые слова князя Александра Невского: «Кто с мечом к нам придет, тот от меча и погибнет». Ранее, в апреле 2015 года, аналогичные Мечи Победы были переданы на вечное хранение городам-героям.

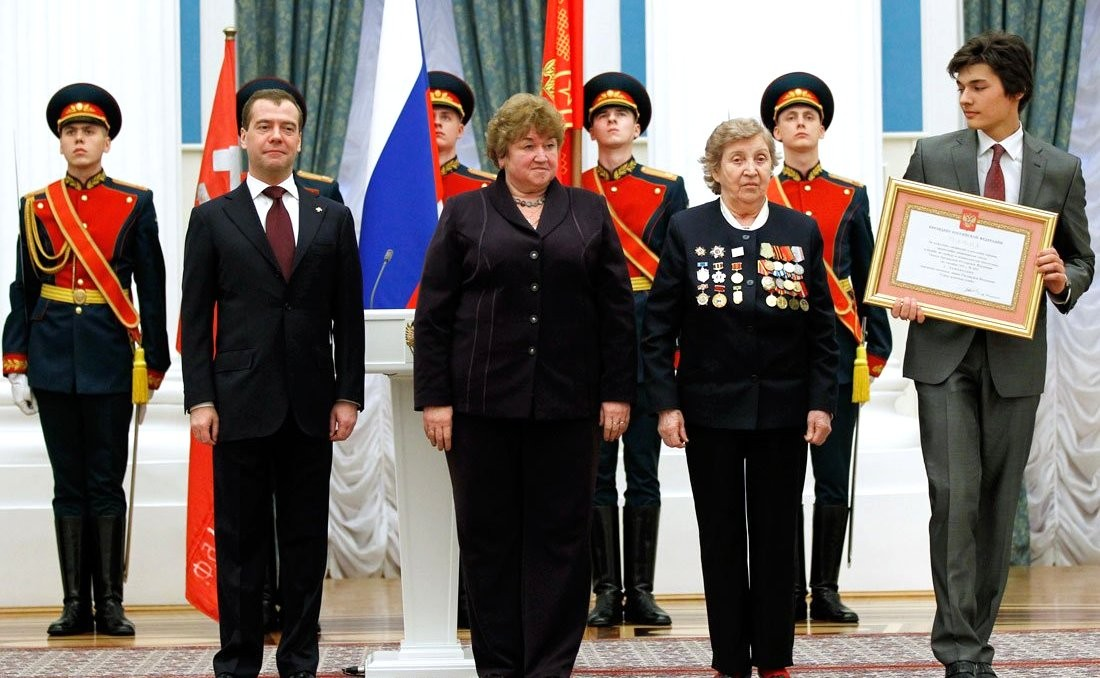
Вручение Д. А. Медведевым представителям Ломоносова грамоты о присвоении звания
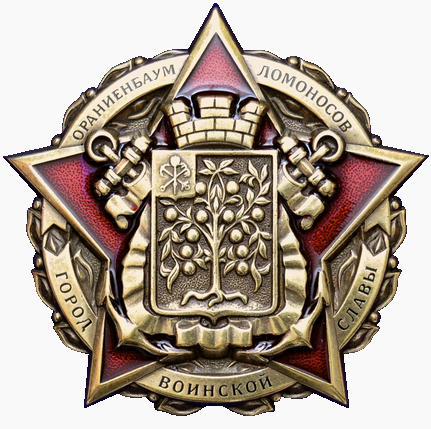
Памятный знак
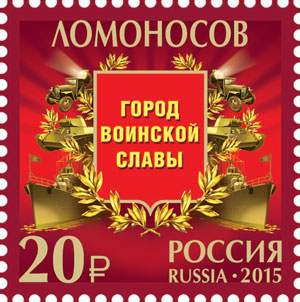
Памятная марка, посвящённая городу воинской славы
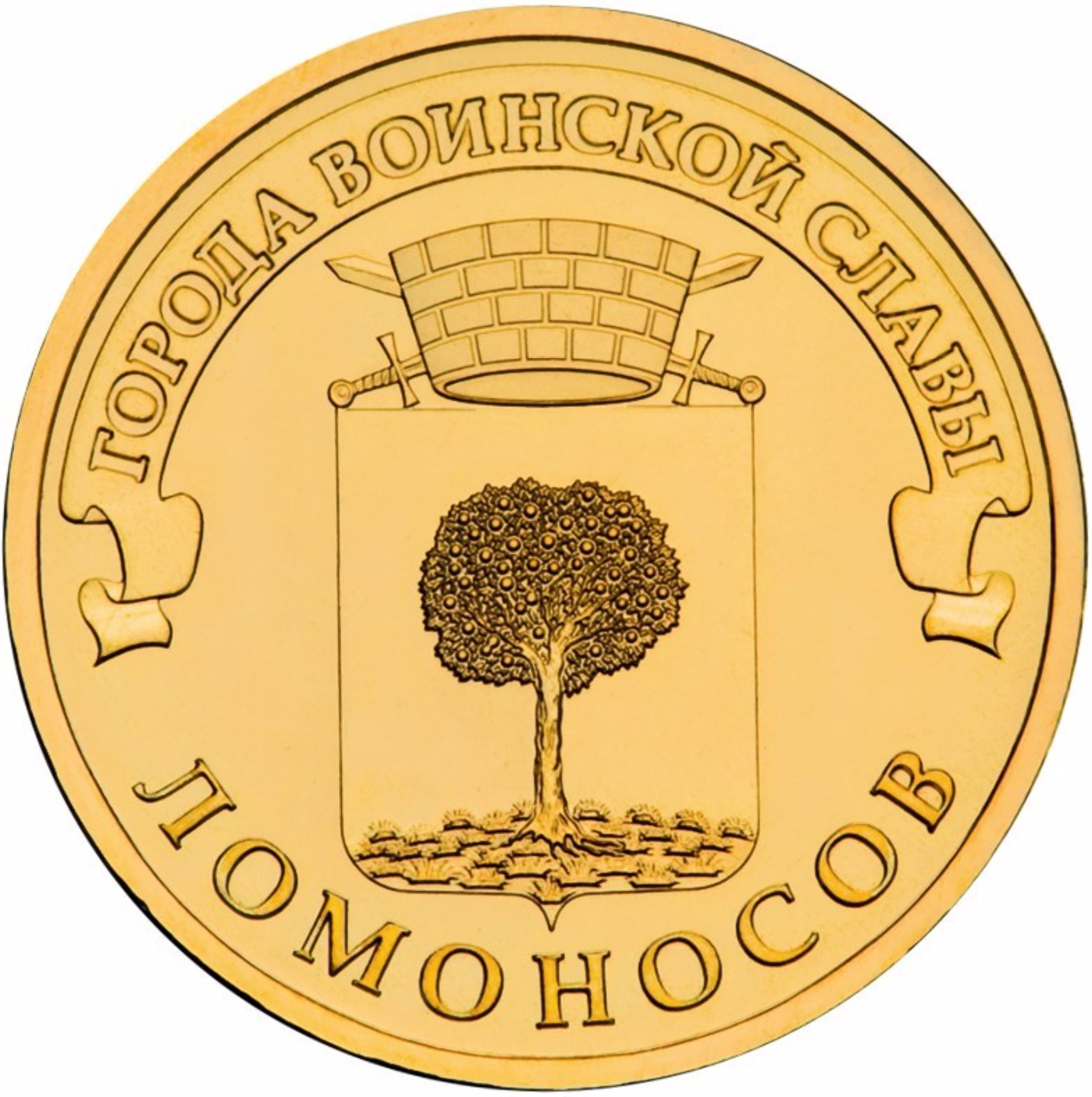
Изображение герба города воинской славы на монете

В соответствии с Указом президента РФ от 1 декабря 2006 года № 1340, в каждом городе, удостоенном этого высокого звания, устанавливается стела, посвящённая этому событию. По рассмотрении нескольких возможных вариантов размещения памятника было принято решение соорудить мемориал на возвышенности в сквере, разбитом между Дворцовым проспектом и Александровской улицей к 300-летию города. 
Торжественное открытие памятника состоялось 8 мая 2015 года в рамках мероприятий, посвящённых семидесятилетию Победы в Великой Отечественной войне. В торжественной церемонии приняли участие губернатор Санкт-Петербурга Георгий Полтавченко, глава Петродворцового района Дмитрий Попов, ветераны Великой Отечественной войны, труженики тыла и блокадники, военнослужащие и курсанты, жители города. 
Площадь со стелой стала местом проведения ежегодных памятных мероприятий, посвящённых Дню города, Дню защитника Отечества и Дню Победы.

## Описание и изображения
Архитектурно-скульптурное решение памятной стелы «Город воинской славы» утверждено Российским организационным комитетом «Победа» по результатам открытого всероссийского конкурса, в котором в 2008 году победил проект авторского коллектива в составе: заслуженный архитектор России И. Н. Воскресенский, Г. А. Ишкильдина, В. В. Перфильев, народный художник России С. А. Щербаков. 
Символ мужества и воинской славы представляет собой полированную колонну дорического ордера из балтийского гранита высотой 10,5 метров с бронзовыми капителью и базой. Наверху колонны размещён бронзовый позолоченный государственный герб России, на постаменте в бронзовом картуше располагается текст Указа Президента РФ о присвоении почётного звания, а на оборотной стороне — бронзовый герб Ломоносова. 
Колонну возвели на высокий пьедестал (стелы подобного типа есть также в Анапе, Архангельске, Волоколамске, Малоярославце и Петропавловске-Камчатском). Стелу окружают четыре пилона. На пьедестале колонны и на пилонах размещены барельефы (4 на пьедестале и 8 на пилонах), посвящённые военно-историческим событиям, происшедшим за трёхсотлетнюю историю города:
- «1711 год — основание Ораниенбаума» с фигурами Петра Великого и А.Д. Меншикова.
- «Отечественная война 1812 года» с погрудными изображениями начальника Петербургской и Новгородской дружин ополчения А.А. Бибикова и генерал-лейтенанта А.Б. Фока.
- «Морской кадетский корпус (1792-1796 гг.)» с портретами флотоводцев: Г.И. Платера, М.Б. Берха, И.Л. Голенищева-Кутузова, Ф.Ф. Беллинсгаузена, П.А. Колзакова.
- «Покорители моря – флотоводцы и исследователи XIX века» с портретами А.И. Круза, П.Ф. Анжу, П.И. Ханыкова, М.И. Ратманова и С.К. Грейга.
- «Основание движения сестер милосердия» с портретами учредительницы Крестовоздвиженской общины сестёр милосердия, оказывавших помощь раненым в годы Крымской войны (1853-1856) великой княгини Елены Павловны и главного врача общины Н.И. Пирогова.
- «Лейб-гвардии Волынский и 147-й Самарский пехотный полки XIX век».
- «Ораниенбаумская стрелковая школа» с портретами последнего начальника школы Н.М. Филатова и конструкторов-оружейников С.И. Мосина, В.Г. Федорова, Ф.В. Токарева и В.А. Дегтярёва.
- «Первая мировая война».
- «Великая Отечественная война».
- «Защита Ораниенбаумского плацдарма и награждение города орденом Отечественной войны I степени».
- «Спасание на море XX век» (аварийно-спасательный отряд НИИ Спасания и подводных технологий ВУНЦ ВМФ ВМА).
- «Присяге воинской верны» (локальные военные конфликты современности и участие в них воинов-интернационалистов).

В декабре 2015 года к мемориалу, расположенному на мощёной террасе Литоринового уступа, от Дворцового проспекта подведена парадная лестница по склону холма. Она состоит из полусотни ступеней, разбитых на пять маршей
.

1711 год — основание Ораниенбаума
Отечественная война 1812 года
Основание офицерской стрелковой школы (1882 год)
Ораниенбаумский плацдарм (1941-1944 гг.)

Морской кадетский корпус (1792-1796 гг.)
Покорители моря – флотоводцы и исследователи XIX века
Основание движения сестер милосердия» (1853 год)
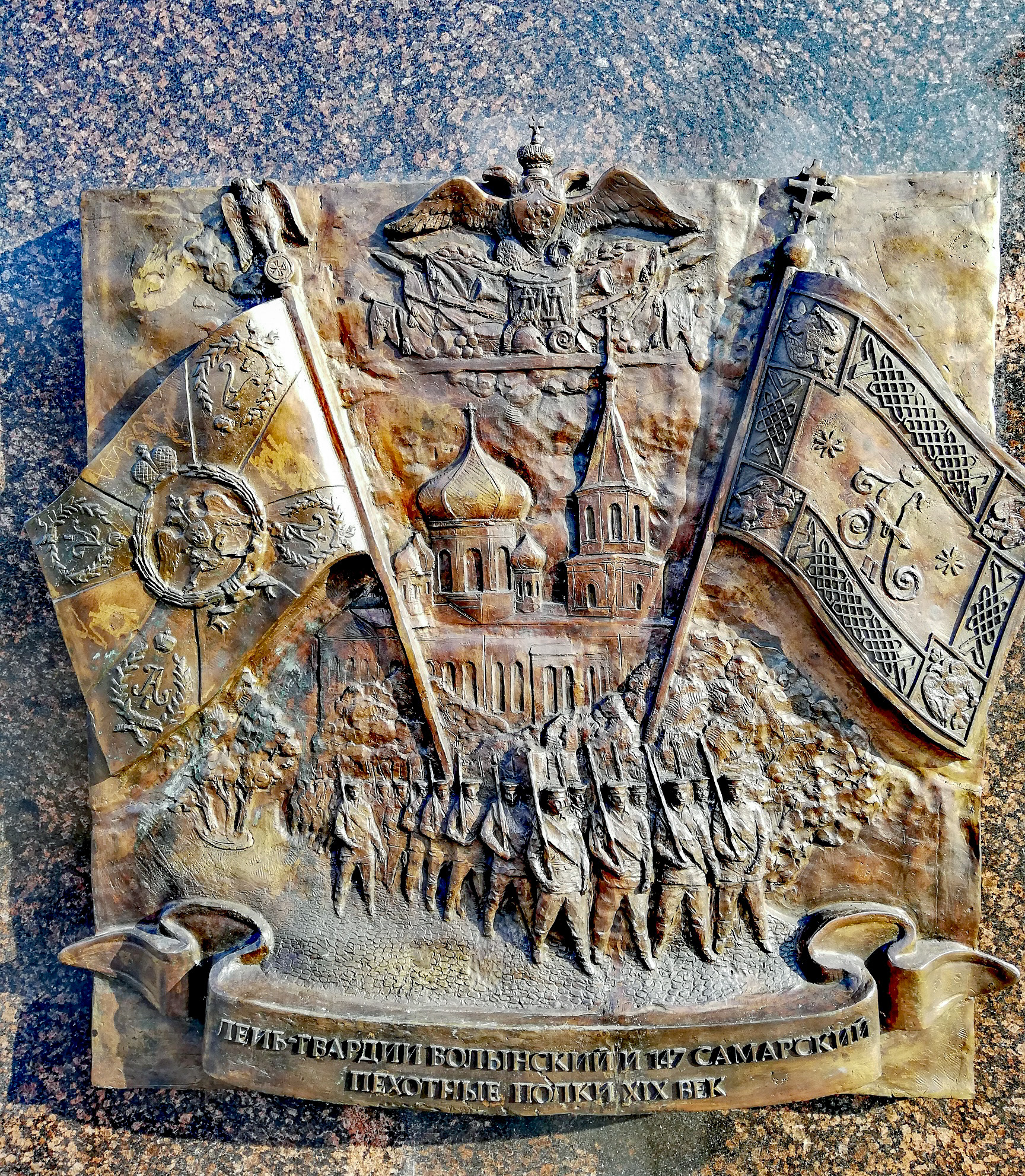
Лейб-гвардии Волынский и 147-й Самарский пехотный полки (XIX век)
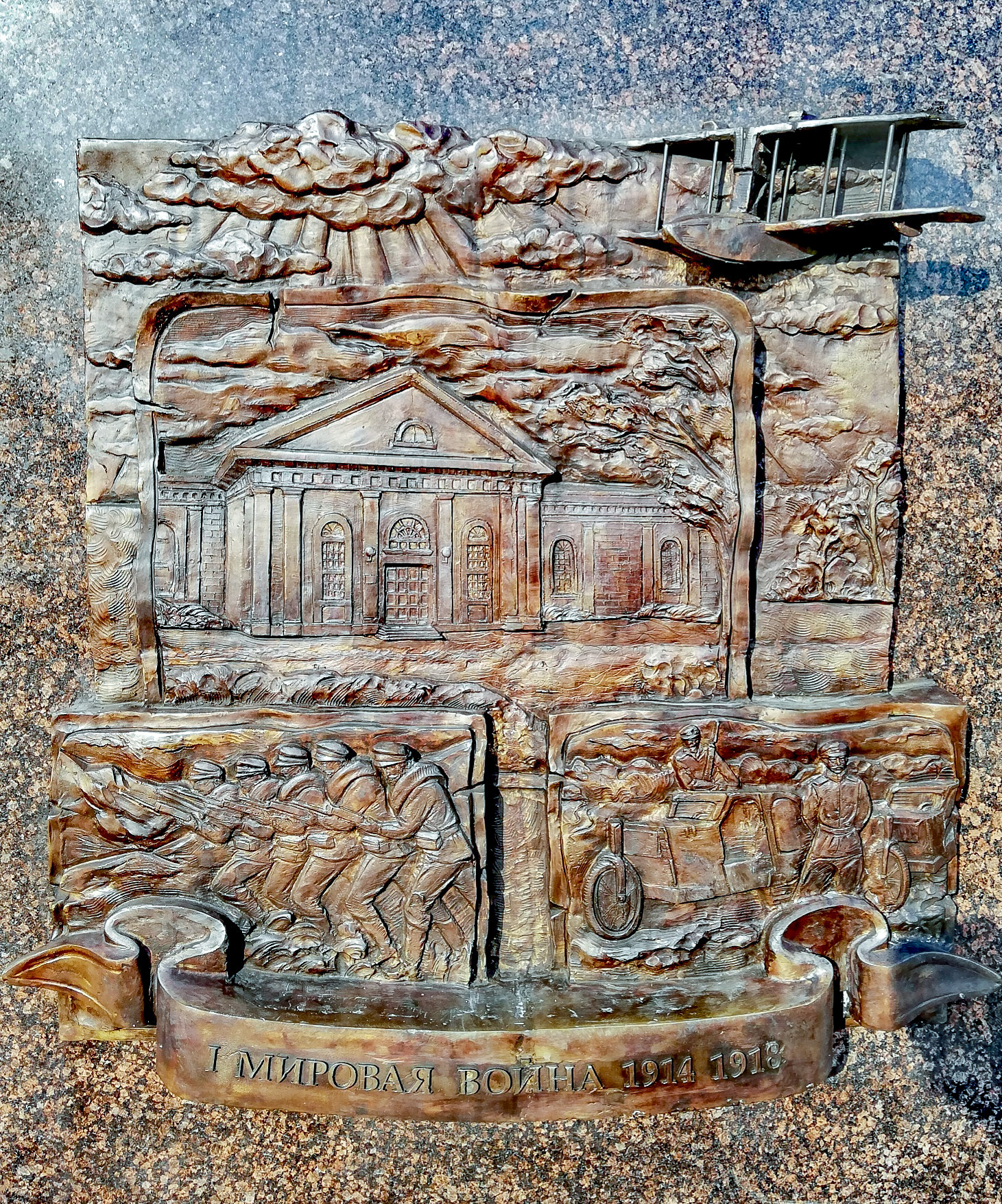
Первая мировая война (1914-1918 гг.)
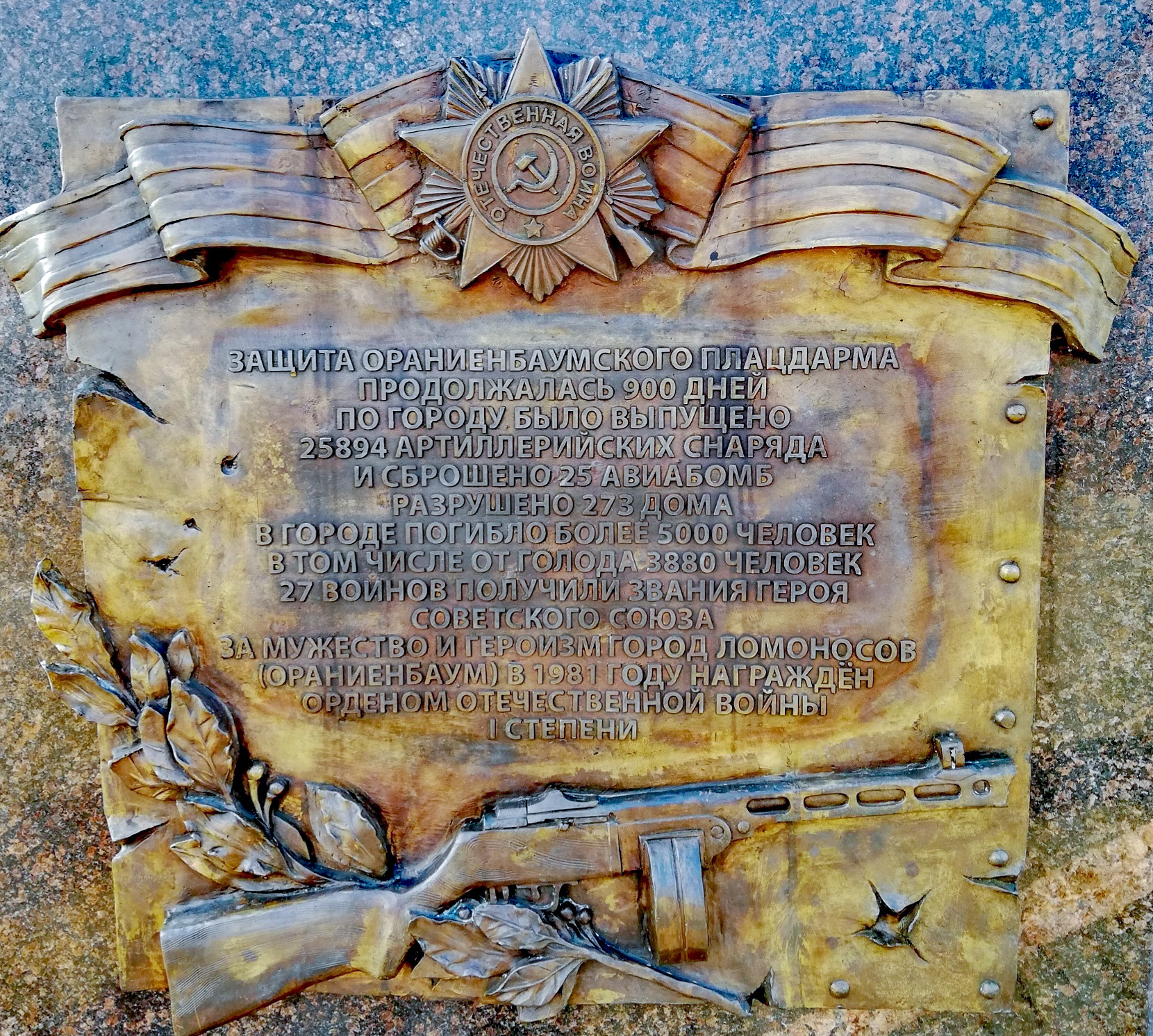
Защита Ораниенбаумского плацдарма и награждение города орденом Отечественной войны I степени
Спасание на море (XX век)
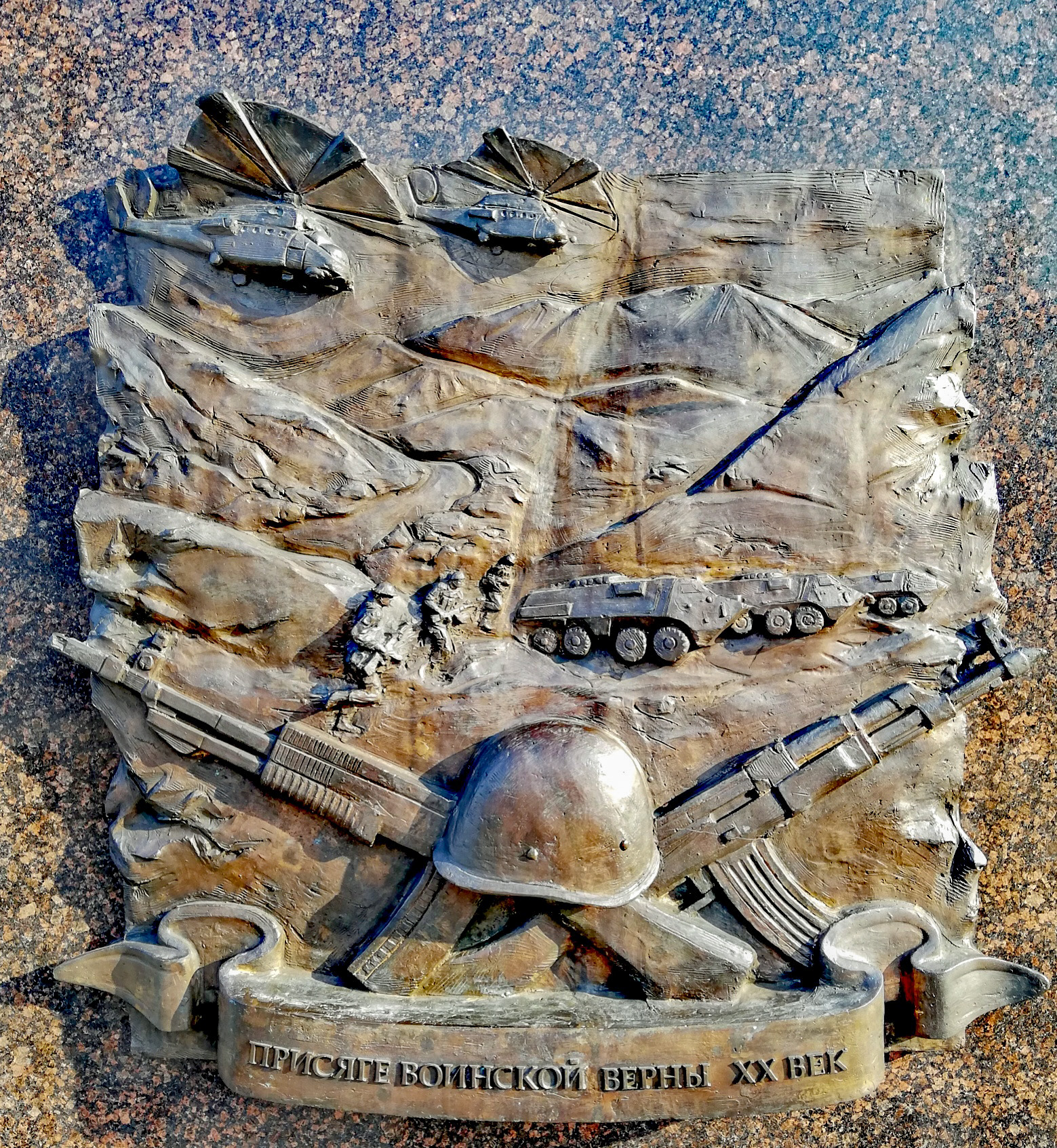
Присяге воинской верны (XX век)